# Le Faget
Le Faget ist eine französische Gemeinde mit 301 Einwohnern (Stand: 1. Januar 2022) im Département Haute-Garonne in der Région Okzitanien (vor 2016: Midi-Pyrénées). Sie gehört zum Arrondissement Toulouse und zum Kanton Revel. Die Einwohner heißen Fagetois(es).

## Geographie
Le Faget liegt rund 25 Kilometer ostsüdöstlich von Toulouse im Lauragais. An der nördlichen Gemeindegrenze verläuft der Fluss Girou, der hier die Grenze zum Département Tarn markiert; im Süden sein Zufluss Peyrencou. Umgeben wird Le Faget von den Nachbargemeinden Maurens-Scopont im Norden, Cambon-lès-Lavaur im Norden und Nordosten, Cuq-Toulza im Osten, Auriac-sur-Vendinelle im Süden, La Salvetat-Lauragais im Südwesten sowie Loubens-Lauragais im Westen.

## Bevölkerungsentwicklung
| Jahr                       | 1962 | 1968 | 1975 | 1982 | 1990 | 1999 | 2006 | 2013 | 2020 |
| Einwohner                  | 299  | 270  | 280  | 329  | 363  | 279  | 333  | 365  | 312  |
| Quellen: Cassini und INSEE |      |      |      |      |      |      |      |      |      |

## Sehenswürdigkeiten

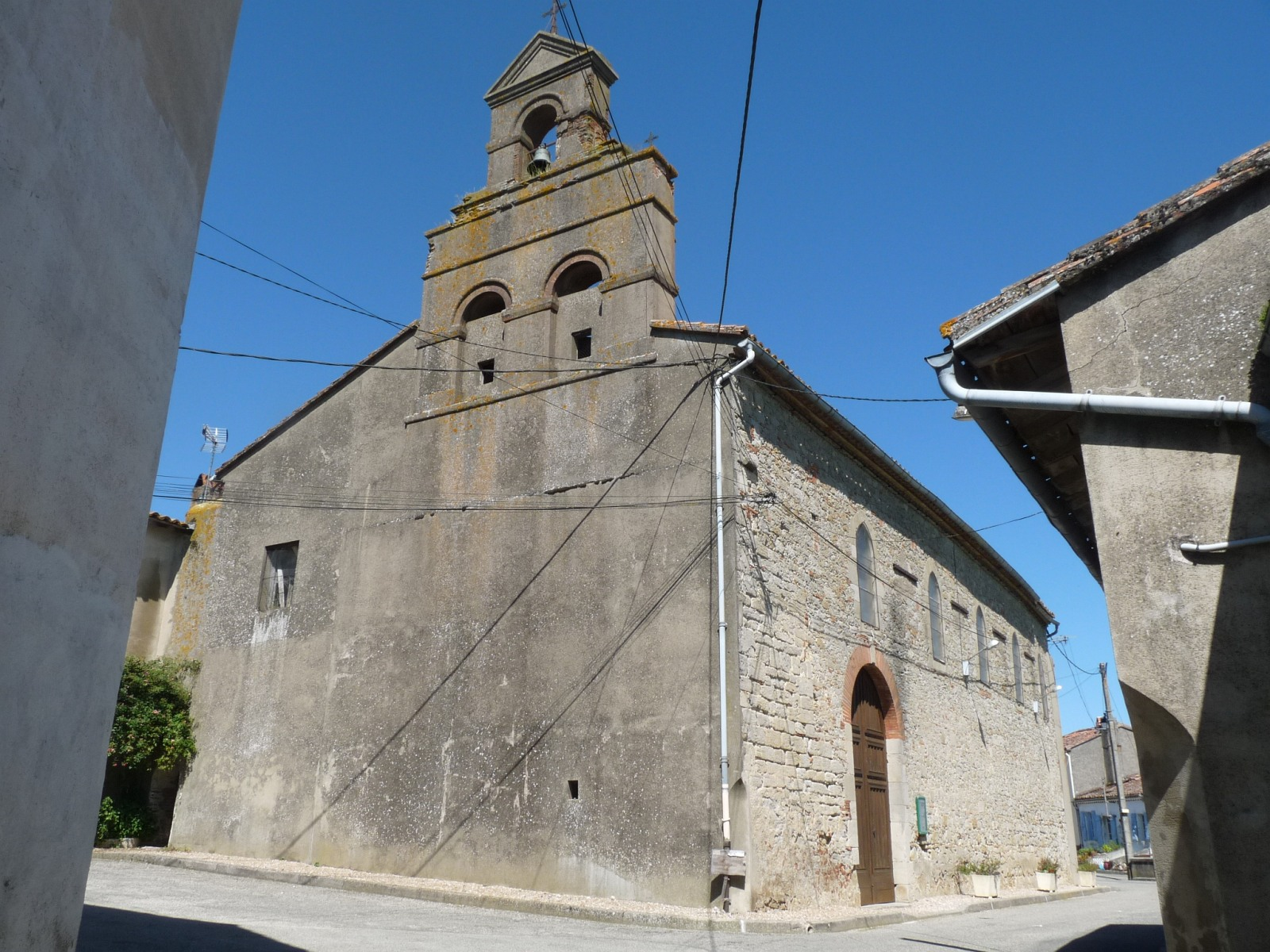
Kirche Saint-Étienne
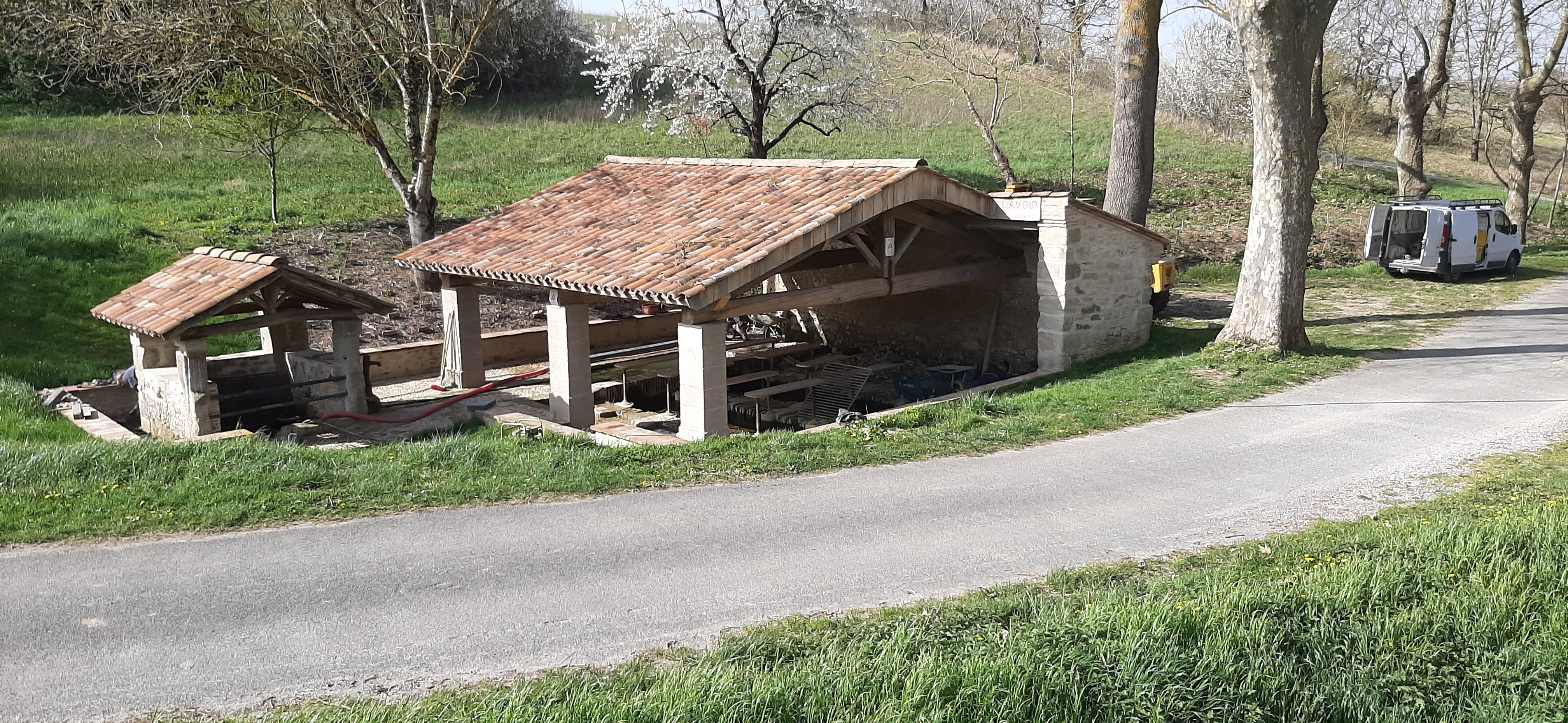
Schloss, erbaut im 15. Jahrhundert

- Kirche Saint-Étienne
- Brunnen und Lavoir